# آسو جواهری
آسو جواهری، (زادهٔ ۲۵ اسفند ۱۳۶۵ در سنندج) بازیکن سابق فوتسال و داور فوتبال زنان، اهل ایران است.

## تحصیلات
آسو جواهری، ۲۵ اسفند ۱۳۶۵ در شهر سنندج متولد شد. او فارغ‌التحصیل دکترا جامعه‌شناسی اقتصادی و توسعه است و سابقه تدریس در دانشگاه دارد. آسو جواهری نویسنده و پژوهشگر علوم اجتماعی است.

## زندگی ورزشی
آسو جواهری از ۱۴ سالگی به ورزش پرداخت. او به عنوان بازیکن فوتسال سوابقی همچون قهرمانی و نائب قهرمانی کشور در سال‌های ۱۳۸۶ و ۱۳۸۷ دارد. وی درجهٔ داوری فوتبال را از سال ۱۳۸۳ دریافت نمود، اما با توجه به اینکه در آن زمان فوتبال زنان هنوز راه اندازی نشده بود، همزمان با بازی در مسابقات فوتسال زنان قضاوت خود را آغاز کرد. پس از آسیب‌دیدگی از ناحیه زانو از فوتسال حرفه‌ای کناره‌گیری کرد و به‌طور جدی وارد داوری فوتبال شد. او از سال ۱۳۹۳ به عنوان داور ملی در مسابقات فوتبال زنان فعالیت دارد و همچنین از سال ۱۳۹۸ کاندیدای داوری بین‌المللی نیز هست. او تاکنون دو بار در فینال لیگ زنان ایران قضاوت کرده‌ است. وی همچنین سابقهٔ مربی‌گری در فوتبال بانوان را نیز دارد.

## سوابق بین‌المللی
قضاوت در مسابقات کافا ۲۰۱۹ ازبکستان و تاجیکستان از سوابق بین‌المللی آسو جواهری در عرصه داوری است. همچنین بازی پایانی مسابقات کافا زیر ۲۳ سال فوتبال زنان در تاجیکستان به او سپرده شد.

## محرومیت همراه با ۳۰ داور زن لیگ برتر فوتبال ایران
او جزو ۳۰ داوری بود که برای دریافت حق‌الزحمه معوقه خود در سال ۱۳۹۸ دست به اعتصاب زدند و توسط هدایت ممبینی چندین هفته محروم شدند. او جزو داورانی بود که بیشترین محرومیت را داشت. حتی حضور جواهری در مسابقات کافا در تاجیکستان توسط فدراسیون تحریم خبری شد.
پس از شیوع کرونا در ایران و جان باختن الهام شیخی فوتسالیست اهل قم، آسو جواهری از نخستین داورانی بود که نسبت برگزاری مسابقات اعتراض و ابلاغ داوری خود را به دلیل رعایت نکردن و بی‌توجهی به الزامات بهداشتی از طرف فدارسیون و سازمان لیگ پس‌فرستاد، اما فدراسیون با درخواست وی مخالفت کرد. او پس از اعلام خبر جان باختن الهام شیخی در اینستاگرام خود از بی‌تفاوتی مسوولان فدراسیون نسبت به سلامت ورزشکاران نوشت.

## محرومیت به دلیل پژوهش
در بهمن ۱۳۹۹ اعلام شد، کمیته داوران آسو جواهری را به دلیل این که در کنار داوری در زمینه تبعیض و محدودیت‌ها علیه زنان در ورزش پژوهش کرده است و به دلیل انتقادات او از آنچه که «دستبرد فوتبال به جیب کارگران» نامیده تهدید به محرومیت و در نهایت محروم کرد. جواهری در تز دکترای خود اقتصاد سیاسی فوتبال ایران را بررسی کرده است و در زمینهٔ مطالعات جنسیت و ورزش و تبعیض و نابرابری‌ها نیز مطالعات و پژوهش‌هایی انجام داده است. او که در این زمینه ترجمه و تالیفاتی دارد با سخت‌گیری کمیته داوران مواجه شد تا آنطور که از او خواسته شده «بین داوری و پژوهشگری یکی را انتخاب کند.»

## کناره‌گیری از داوری
پس از آغاز اعتراضات به مرگ مهسا امینی، آسو جواهری از اولین افرادی بود که در همراهی با اعتراضات و خیزش مردمی با انتشار بیانیه‌ای از حرفه ورزشی خود کناره‌گیری کرد. جواهری در بیانیه‌اش نوشت «این چنین بودنی، در زمینی که روز به روز محدودتر می‌شود، فقط به نفع سازوکار سلطه و سرکوب است. حالا «ژینا» اسم رمز و اتحاد ماست.» او با وجود این‌که می‌توانست تا چندین سال دیگر داوری کند، از این حرفه به دلیل همراه نشدن با آن‌چه «ماشین سرکوب» نامیده خداحافظی کرد.